# Schoharie Creek
Der Schoharie Creek ist ein rechter Nebenfluss des Mohawk River im US-Bundesstaat New York.

## Flusslauf
Der Schoharie Creek entspringt am Indian Head Mountain in den Catskill Mountains. Er fließt in überwiegend nördlicher Richtung. Am Oberlauf befindet sich das Schoharie Reservoir. 5 km flussabwärts liegt das Unterbecken des Pumpspeicherkraftwerks Blenheim-Gilboa. Es wird von der New York Power Authority betrieben und besitzt vier Einheiten mit einer Gesamtleistung von 1000 MW. Er fließt weiter in nördlicher Richtung an Blenheim, Middleburgh und Esperance vorbei und mündet schließlich bei Port Hunter in den Mohawk River. Der Schoharie Creek hat eine Länge von 150 km.

## Geschichte
Zwei bekannte Brücken über den Schoharie Creek stürzten in der Vergangenheit zusammen.
Im Jahr 1987 brachen zwei Stützlängen des New York State Thruway.
Am 28. August 2011 wurde die gedeckte Brücke Old Blenheim Bridge durch das Hochwasser infolge des Hurrikan Irene zerstört. 
Der Erie-Kanal überquerte früher den Schoharie Creek mittels eines Aquädukts. Heute befindet sich dort der
Schoharie Crossing State Historic Site.